# Vangjel Meksi
Vangjel Meksi (ur. 1770 w Labovë e Madhe, zm. 1821 w Tripoli) - albański pisarz, fizyk, tłumacz, uczestnik wojny o niepodległość Grecji po stronie greckiej. Przetłumaczył Biblię na język albański. Cieszył się dobrą opinią ze strony Albańczyków, Greckiego Kościoła Prawosławnego oraz patriarchy Konstantynopola Grzegorza V.

## Życiorys
W 1803 roku wyjechał do Neapolu na studia medyczne, po których ukończeniu zamieszkał w Janinie, gdzie studiował na uniwersytecie i służył na dworze Alego Paszy.
W 1814 roku przetłumaczył na język albański dwie zaginione już publikacje, z których jedna była autorstwa Claude'a Fleury'ego.
W 1819 roku opracował zasady gramatyki języka albańskiego.
Pracował dla Brytyjskiego i Zagranicznego Towarzystwa Biblijnego; w 1821 roku przetłumaczył Nowy Testament na język albański, który został pośmiertnie opublikowany w 1827 roku.